# روغن خشک‌شونده
روغن خشک شونده (به انگلیسی: Drying oil) روغنی است که با قرار گرفتن در معرض هوا پس از مدتی به فیلمی جامد و سخت تبدیل می‌شود. سخت شدن فیلم از طریق واکنشی شیمیایی صورت می‌گیرد که در آن ترکیبات داخل فیلم از طریق برهمکنش با اکسیژن ایجاد اتصالات عرضی (پلیمریزه شدن) می نمایند (نه از طریق تبخیر آب یا سایر حلال ها). روغن‌های خشک شونده ترکیب کلیدی در رنگ‌های روغنی و برخی ورنی‌ها هستند. برخی از روغن‌های خشک شونده معمول شامل روغن بزرک، روغن تانگ، روغن دانه شقایق، روغن پریلا (نعنای ارغوانی) و روغن گردو می‌باشند. استفاده از این روغن‌ها به صورت خالص به عنوان فیلم خشک شونده در دهه‌های اخیر کاهش یافته و جای خود را به رزین‌های آلکیدی و سایر رزین‌ها داده‌اند. هرچند بخشی از این روغن‌ها خود از مواد اولیه اصلی برای ساخت رزین‌های آلکیدی هستند.
از آن جایی که اکسایش فرآیندی کلیدی در پلیمریزه شدن این روغن‌ها می‌باشد مواردی که مستعد خشک شدن شیمیایی هستند مناسب آشپزی نبوده و همچنین بسیار مستعد فاسد شدن از طریف خود اکسایش هستند. پارچه‌ها، لباس‌ها و کاغذهای آغشته به روغن‌های خشک شونده ممکن است بعد از چند ساعت به دلیل گرمای آزاد شده در طول فرآیند اکسایش دچار خود احتراقی (آتش سوزی) شوند.

## شیمی فرآیند خشک شدن
خشک شدن، سخت شدن یا اصطلاحاً کیور شدن روغن‌ها نتیجه خود اکسایش یعنی افزوده شدن اکسیژن به یک ترکیب آلی و در پی آن ایجاد اتصالات عرضی می‌باشد. این فرآیند با ورود یک مولکول اکسیژن موجود در هوا به پیوند هیدروژن-کربن (C-H) مجاور یک پیوند دوگانه در یک اسید چرب غیراشباع آغاز می‌گردد. هیدروپراکسید های ایجاد شده مستعد واکنش‌های اتصال عرضی هستند. تشکیل پیوند بین زنجیره‌های اسید چرب مجاور هم منجر به تشکیل شبکه پلیمری می‌شود که اغلب به صورت فیلمی پوسته‌ای شکل بر روی نمونه‌ها قابل مشاهده است. نتیجه این پلیمریزاسیون اغلب فیلم‌هایی پایدار می‌باشد که تا حدودی کشسان بوده و به راحتی شکل خود را از دست نداده و جاری نمی‌شود. مشتقات اسید چرب حاوی دی اِن مثل اسیدهای مشتق شده از لینولئیک اسید به ویژه تمایل به این واکنش دارند زیرا تولید رادیکال‌های پنتادیِنیل می نمایند. اسیدهای چرب مونوی اشباع شده مثل اولئیک اسید کمتر دچار خشک شدن می‌شوند زیرا حدواسط‌های رادیکالی آلیلی پایداری کمتری دارند (یعنی به کندی شکل می‌گیرند).
مراحل اولیه این فرایند خشک کردن می‌تواند از طریق تغییرات در وزن یک فیلم روغن مشاهده گردد. فیلم به دلیل جذب اکسیژن سنگین تر می‌شود. مثلاً وزن فیلم روغن بزرک 17 درصد افزایش می یابد. به محض توقف جذب اکسیژن به دلیل تبخیر مواد فرار وزن فیلم کاهش می یابد. با گذشت زمان تحولات دیگری رخ می‌دهد. تعداد زیادی از پیوندهای استری موجود در مولکول روغن هیدرولیز شده و اسیدهای چرب منفرد تولید می‌کنند. در مورد رنگ‌ها قسمتی از این اسیدهای چرب آزاد با فلزات موجود در رنگدانه واکنش داده و تولید کربوکسیلات های فلزی می نمایند. هم‌زمان مواد مختلف مربوط به شبکه پلیمری که خارج از اتصالات عرضی قرار دارند ایجاد فاز متحرک می نمایند. فاز متحرک نقش نرم‌کننده (پلاستیسایزر) فیلم رنگ را ایفا نموده و از شکننده شدن آن جلوگیری می‌کند.
اغلب روغن‌های خشک شونده پس از گرم کردن در غیاب هوا با افزایش گرانروی مواجه می‌شوند. اگر روغن خشک شونده برای مدت طولانی در معرض دماهای بالا قرار گیرد به ماده‌ای لاستیکی غیر محلول در نفت تبدیل می‌شود.

### نقش کاتالیزور فلزی

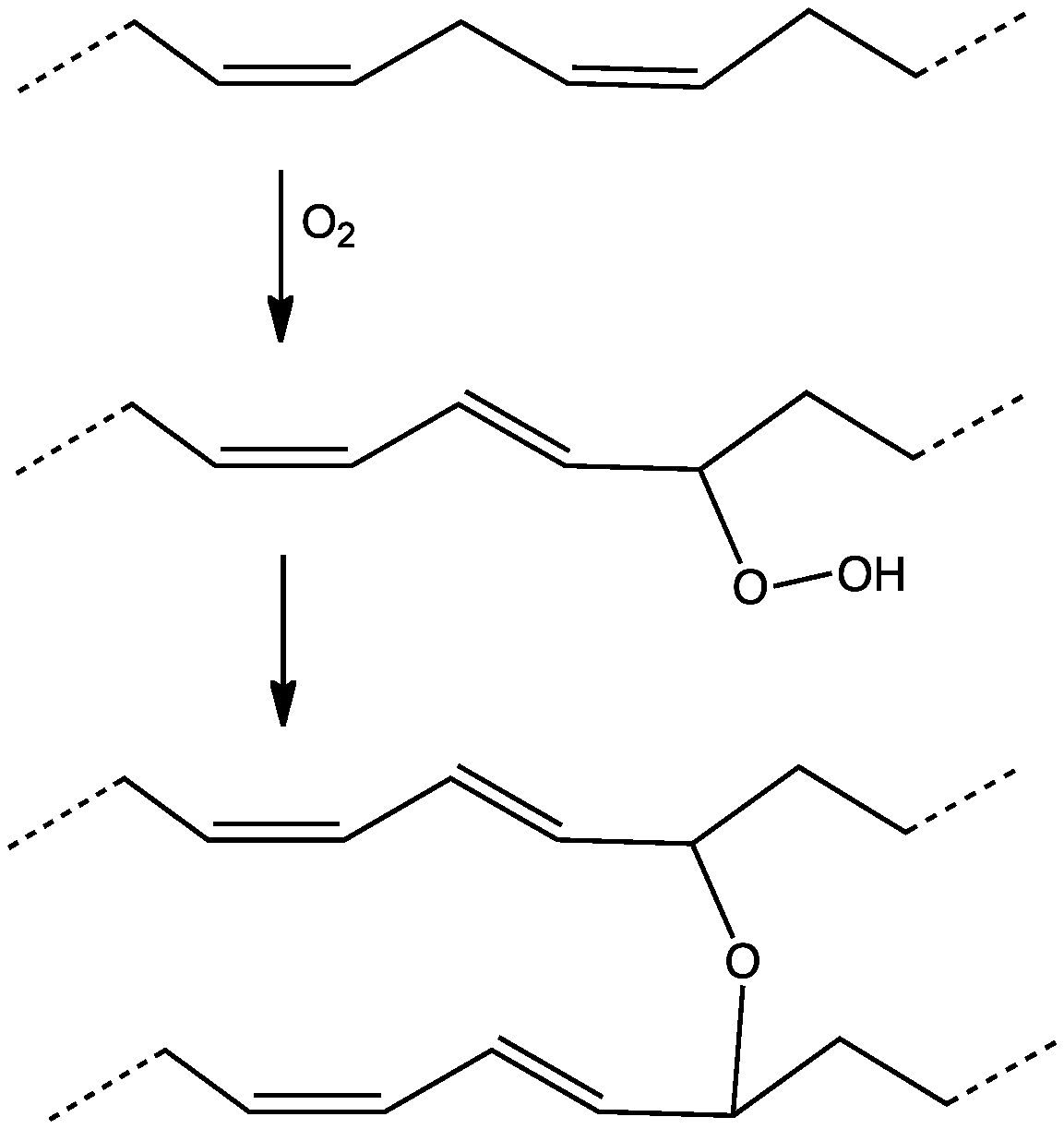
واکنش‌های شیمیایی ساده شده مربوط به خشک شدن با کاتالیزور کبالت. در مرحله اول دی اِن دچار خود اکسایش شده و هیدرو پروکسید تولید می نماید. در مرحله دوم هیدرو پروکسید با یک زنجیره غیر اشباع دیگر در مجاورت خود ترکیب شده و رادیکال کربن پایه‌ای تولید می‌کند که توانایی ایجاد پلیمریزاسیون بیشتر را داراست.

سرعت فرایند خشک شدن با نمک‌های فلزاتی خاص به ویژه مشتقات کبالت، منگنز یا آهن افزایش می یابد. در اصطلاح فنی این عوامل خشک‌کننده روغن کمپلکس‌های کوئوردیناسیونی هستند که به عنوان کاتالیست همگن عمل می‌کنند. این نمک‌ها از کربوکسیلات‌های اسیدهای کربوکسیلیک چربی دوست مثل نفتنیک اسیدها مشتق می‌شوند که نمک‌های محلول در نفت و مواد آلی تولید می نمایند. این کاتالیست‌ها احیای حدواسط‌های هیدروپروکسیدی را سرعت می‌بخشند. یک سلسله از واکنش‌های افزایشی رخ می‌دهد و هر مرحله رادیکال‌های آزاد بیشتری تولید می نماید که منجر به اتصالات عرضی بیشتری می‌شود. فرآیند زمانی به پایان می‌رسد که جفت‌های رادیکال‌های آزاد با هم ترکیب می‌شوند. پلیمریزاسیون در طول روزها یا سال‌ها می‌تواند ادامه داشته باشد تا فیلمی خشک به هنگام لمس نمودن ارائه نماید. تأثیر زود هنگام عوامل خشک‌کننده موجب پوسته شدن رنگ می‌شود. این فرآیند نامطلوب با افزودن عوامل ضد پوسته مثل متیل‌اتیل کتون اکسیم سرکوب می‌گردد.  متیل‌اتیل کتون اکسیم در داخل روغن با عوامل خشک‌کننده پیوند برقرار کرده و مانع فعالیت آن‌ها می‌شود. زمانی که فیلم رنگ یا روغن روی سطح استفاده شد متیل‌اتیل کتون اکسیم تبخیر شده و از فیلم خارج می‌شود و سپس فرآیند خشک شدن فیلم با همراهی عوامل خشک‌کننده آغاز می‌گردد.

## ساختمان روغن‌های خشک شونده
روغن‌های خشک شونده از گلیسرول تری استر‌های اسیدهای چرب تشکیل شده‌اند. این استرها با سطوح بالای پلی اسیدهای غیراشباع به ویژه آلفا- لینولنیک اسید مشخص می‌گردند. یک معیار معمول برای ویژگی خشک شوندگی روغن‌ها عدد یُدی می‌باشد که نمایانگر تعداد پیوندهای دوگانه در روغن می‌باشد. روغنی با عدد یدی بالاتر از ۱۳۰ خشک شونده در نظر گرفته می‌شود. روغن‌هایی با عدد یُدی ۱۱۵ تا ۱۳۰ نیمه خشک شونده هستند و آن‌هایی که دارای عدد یُدی کمتر از ۱۱۵ هستند غیر خشک شونده می‌باشند.

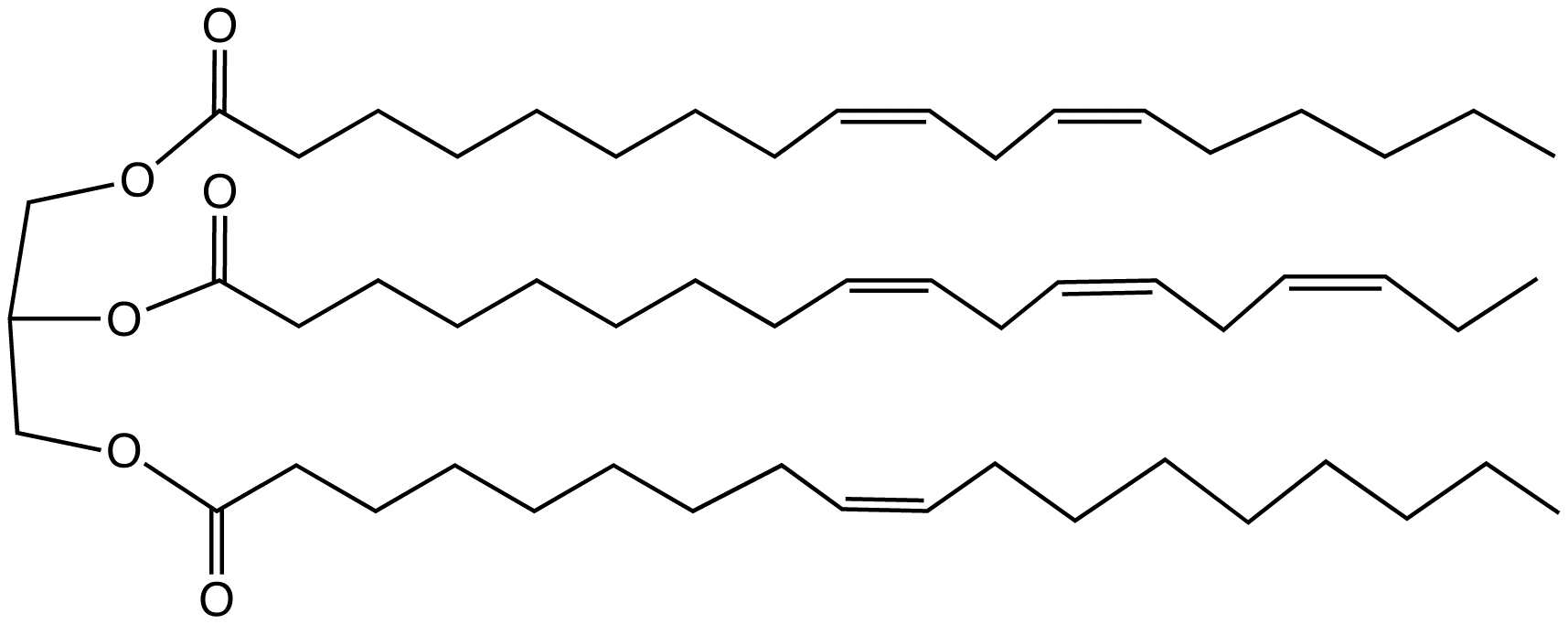
نمونه‌ای از یک تری گلیسیرید که در روغن‌های خشک شونده یافت می‌شود. این تری استر از سه اسید چرب غیر اشباع مشتق شده‌است.اسیدهای لینولئیک (بالا)، آلفا لینولنیک (وسط) و اولئیک (پایین). ترتیب سرعت خشک شدن یه صورت: آلفا لینولنیک >لینولئیک >اولیئک می‌باشد که نشان دهنده میزان غیراشباعی آن هاست.

## ایمنی
همانطور که اشاره شد پارچه‌ها، لباس‌ها و کاغذهای آغشته به روغن‌های خشک شونده ممکن است بعد از چند ساعت به دلیل گرمای آزاد شده در طول فرآیند اکسایش دچار خود احتراقی (آتش سوزی) شوند. این خطر زمانی بیشتر است که موادی که روغن جذب کرده‌اند به صورت تاشده یا انباشته روی هم قرار گیرند که باعث تجمع گرما شده و سرعت واکنش را افزایش می‌دهند. احتیاط لازم در این موارد خیس کردن پارچه‌ها با آب و دور کردن از نور مستقیم آفتاب و همچنین قرار دادن روغن در ظرف‌های مخصوص که برای این منظور ساخته شده‌اند می‌باشد. پارچه آغشته به روغن بزرک دلیل آتش سوزی منجر به تخریب ساختمان ۳۸ طبقه وان مِریدیَن پلازا در فیلادلفیا به سال ۱۹۹۱ بود.
با اینکه گفته شده که پارچه‌های آغشته به تینر رنگ نیز دچار خود اشتعالی می‌شوند ولی این مطلب درست نیست مگر اینکه از روغن خشک شونده به عنوان تینر استفاده شده باشد. با این حال تینرهای رنگ کلاسیک حاوی روغن خشک شونده نیستند. در واقع خطر مربوط به پارچه‌های آغشته به رنگ‌های روغنی (یا ورنی ها) می‌باشد که حاوی روغن خشک شونده هستند نه خود تینر. مگر اینکه خود تینر با روغنی خشک شونده مثل روغن بزرک مخلوط شده باشد.